# 日本作編曲家協会
一般社団法人日本作編曲家協会（にほんさくへんきょくかきょうかい、英: Japan Composers & Arrangers Association）は、ニューミュージック・ポップス系の編曲家、作曲家の業界団体。略称「JCAA」。
1997年7月に第1回「JCAAアレンジャーズサミット」を名古屋市にある愛知県芸術劇場コンサートホールで開催。その後も、東京や地方都市で開催を続けている（近年は不定期での開催）。また、主催事業として「JCAAスペシャル」シリーズなどのコンサートやライブ公演を年に複数回行っている。
役員については、理事長を小六禮次郎、副理事長を三枝成彰と渡辺俊幸がそれぞれ務めている。なお、役員の中に名誉会長として故人である服部克久の名が掲げられている。服部は長年にわたって常任理事などの役員を務め（遅くとも2000年の時点には会長に就任）、2020年6月11日に会長在職のまま逝去し、のちに名誉会長とされた。

## 沿革
《主な出典：》
- 1970年 - 日本アレンジャー協会設立。
- 1977年6月 - （社）日本芸能実演家団体協議会（芸団協）に加盟、名称を「日本アレンジャーズ＆パフォーマーズ協会」に改称。
- 1986年4月 - 日本音楽作家団体協議会（FCA）設立に参加[6]。
- 1989年9月 - アレンジャーズ1stコンサートを昭和人見記念講堂にて開催。
- 1993年11月 - 名称を「日本作編曲家協会」に改称。
- 1995年
  - 4月 - 事務局の所在地を東京都渋谷区南平台町15-1 ライオンズマンション南平台1007号に移転、独立[3]。
  - 9月 - 編曲著作権に関する宣言を発表。
- 2003年
  - 3月 - アレンジャーズサミット「JCAA meets Jerry Goldsmith」開催。
  - 10月 - 第1回「母と子の♪♪～はじめてのコンサート～」開催。これ以降継続的に開催される（現在はJCAAスペシャルの一環）。
- 2010年9月 – 法人格を取得して一般社団法人となる。
- 2020年9月 – 事務局の所在地を東京都中野区中野2-7-6 トーオンビル3階[注釈 2] から東京都品川区西五反田2-13-8 五反田山﨑ビル407号へ移転[8]。